# Česlovas Sasnauskas
Česlovas Sasnauskas (Ceslaus Sosnowski, Czesław Sosnowski) (ur. 1 lipca 1867 w Kopciowie koło Łoździejów, zm. 18 stycznia 1916 w Petersburgu) – litewski kompozytor i organista.

## Życiorys
Sasnaukas po studiach muzycznych był organistą w Wyłkowyszkach i od roku 1894 w Petersburgu.
Zmarł na atak serca 18 stycznia 1916 w Petersburgu, gdzie spędził większość życia.
23 października 1931 roku jego szczątki złożono na Cmentarzu Petraszuńskim w Kownie.

## Twórczość
Skomponował Requiem i kilka kantat, a także wiele utworów organowych oraz opracowań litewskich pieśni ludowych.